# Tổng công ty Lắp máy Việt Nam
Tổng công ty lắp máy Việt Nam (tên gọi tắt: LILAMA) - là một doanh nghiệp Nhà nước trực thuộc Bộ Xây dựng, được thành lập ngày 1 tháng 12 năm 1955 với nhiệm vụ ban đầu là khôi phục nền công nghiệp của đất nước sau chiến tranh. Hiện nay LILAMA đang là một tổng công ty bao gồm nhiều công ty con chuyên tổng thầu các công trình xây lắp và thầu phụ.
Đầu năm 2010, LILAMA gia nhập và là thành viên của Tập đoàn Công nghiệp Xây dựng Việt Nam.

## Cơ cấu Tổ chức
Cơ cấu tổ chức Tổng công ty Lắp máy Việt Nam gồm có:
- Đứng đầu Tổng công ty là chủ tịch hội đồng thành viên, chịu trách nhiệm chính về vốn của nhà nước tại Tổng công ty.
- Khối cơ quan Tổng công ty: Gồm các Ban chức năng giúp việc cho Tổng giám đốc điều hành các hoạt động sản xuất kinh doanh của Tổng công ty.

Các công ty thành viên:
- Các đơn vị phụ thuộc:
  - Công ty Đầu tư và Phát triển bắc Vinh.
  - Viện công nghệ Hàn.
  - Trạm y tế cơ quan.
- Tổng công ty sở hữu 100% vốn:
  - Công ty TNHH một thành viên LISEMCO
- Công ty cổ phần Tổng công ty giữ cổ phần chi phối:
  - Công ty cổ phần LILAMA 3.
  - Công ty cổ phần LILAMA 5.
  - Công ty cổ phần LILAMA 7.
  - Công ty cổ phần LILAMA 10.
  - Công ty cổ phần LILAMA 18.
  - Công ty cổ phần LILAMA 45-1.
  - Công ty cổ phần LILAMA 45-3.
  - Công ty cổ phần LILAMA 45-4.
  - Công ty cổ phần LILAMA 69-1.
  - Công ty cổ phần LILAMA 69-2.
  - Công ty cổ phần LILAMA 69-3.
  - Công ty cổ phần LILAMA Hà Nội.
  - Công ty cổ phần LILAMA Thí nghiệm cơ điện.
  - Công ty cổ phần Cơ khí lắp máy LILAMA.
  - Công ty cổ phần Thủy điện Sông Ông.
  - Công ty cổ phần Thủy điện Sông Vàng.
  - Công ty cổ phần Đầu tư và Phát triển đô thị LILAMA.UDC.
  - Công ty cổ phần Tư vấn Quốc tế LHT.
  - Công ty cổ phần Tôn mạ màu Việt-Pháp.
- Các công ty liên kết:
  - Công ty POS-LILAMA.
  - Công ty cổ phần thủy điện Hủa NA.
  - Công ty cổ phần xi măng Sông Thao.
  - Công ty cổ phần Đầu tư-Xây dựng LILAMA.
  - Công ty cổ phần Bất động sản LILAMA.
  - Công ty cổ phần Tư vấn thiết kế CIMAS.
  - Công ty cổ phần Chế tạo giàn khoan Dầu khí.
  - Công ty cổ phần Cơ điện môi trường LILAMA.
- Đơn vị sự nghiệp
  - Trường cao đẳng nghề LILAMA - I.

## Hoạt động sản xuất kinh doanh
- Tổng thầu EPC: Thiết kế, mua sắm, xây lắp các nhà máy thủy điện, nhiệt điện, xi-măng, hoá chất
- Nhà thầu phụ: Các công tác chế tạo, cung cấp vật tư thiết bị và xây lắp.
- Chế tạo thiết bị công nghệ, bồn bể, ống chịu áp lực và kết cấu thép.
- Công nghiệp đóng tàu.
- Đầu tư tài chính.